# Edita Šujanová
Edita Šujanová (* 23. května 1985 Vyškov) je bývalá česká basketbalistka hrající na pozici pivota nebo křídla. Basketbal začala hrát v devíti letech ve Slavkově, v roce 1998 přestoupila do Basketbal SK Královo Pole a o dva roky později poprvé nastoupila v ženské extralize. Následně vystřídala kluby BK Strakonice a BK INPEK UKF Nitra, kde se v roce 2006 stala nejlepší střelkyní slovenské extraligy. Naposledy hrála v letech 2015–2019 za KP Brno. V létě 2019 oznámila ukončení hráčské kariéry.
Šujanová reprezentuje Česko již od kadetek (v roce 2001 na mistrovství Evropy 4. místo). Se seniorskou reprezentací se zúčastnila mistrovství Evropy 2007 (5. místo), letních olympijských her 2008 v Pekingu (7. místo) a domácího mistrovství světa 2010, kde český tým získal stříbrné medaile.
Edita Šujanová měří 188 cm a na MS 2010 nosila dres s číslem 7.